# 東名酒匂川橋
東名酒匂川橋（とうめいさかわがわばし）は、神奈川県足柄上郡山北町の酒匂川に架かる東名高速道路の橋梁である。

## 概要
全長750mの曲線連続鋼トラス橋で、トラス部分は朱色に塗装されている。1969年（昭和44年）の完成当初は上下線各2車線の橋が2本並列していたが、1991年（平成3年）の拡幅事業により南側に離れた位置に上り線が新設され、現在は2本とも下り線（左ルート、右ルート）として運用されている。東名高速下り線は都夫良野トンネルを出てすぐに本橋に差し掛かり、酒匂川とその左岸に並行する神奈川県道727号川西線、右岸に並行する国道246号、神奈川県道76号山北藤野線を跨ぎ越す。橋梁区間が終わった先でJR御殿場線のトンネルと交差する。橋脚は鉄筋コンクリート製で、高さ65m・直径7m。開通当時は東洋一の高さを誇り、東名高速開通記念切手にも描かれた。
1990年度には、4kmほど東京寄りに架かる東名皆瀬川橋とともにかながわの橋100選に選定されている。
2002年には、支承改良工事が行われた。

## 構造
東名随一の難工事区間である大井松田インターチェンジ(IC) - 御殿場IC間は山岳区間であり、地形が急峻である。山あいを通過するため、この区間には随所にカーブが挿入されたが、その影響をまともに被ったのが東名酒匂川橋である。全長約724 mにわたって橋桁を折り曲げた日本最初のカーブ橋となった。横断する酒匂川の地質は軟弱な火山灰が滞積し、基礎のケーソンの安定沈降に神経を使うと同時に、当初14 mも掘れば充分とされた深さは、20 mまで掘削しなければ岩盤に到達しなかった。このケーソン工事は鉄砲水で知られる酒匂川の出水期前にはどうしても掘り終える必要があり、非常にきついスケジュールを強いられることになった。
ケーソン基礎の上に円柱のコンクリート製橋脚が8本建設され、その高さは最高で65 mである。橋脚が完成したのちの1968年（昭和43年）7月15日、国内2例目となる橋脚の耐震実験が公開で行なわれた。8本の内の1本に推力5トン、長さにして1 mのロケットを取り付け、約1分間噴射させた上でそのショックと振動を計測した。
上部工の架設にはカレンチバーエレクション工法が採用された。全橋にわたりカーブが挿入されることで高精度のくみ上げが要求され、架設併合時にその誤差を10ミリメートル以内に納めた。上部工の工期約半年の間に2600トンの重量物を空中高く積み上げ、このために関係者は、東名全線開通の時期がこの橋のために遅れることを懸念するほどの大工事となった。